# Gmina Boronów
Gmina Boronów je vesnická obec v okrese Lubliniec ve Slezském vojvodství. Sídlem úřadu je Boronów.
V obci žije přibližně 3 400 obyvatel. Podle statistických údajů z roku 2015 v obci žilo 3341 osob.

## Historie
Obec Boronów byla samostatnou obcí v 18. a 19. století, v 20. století byla součástí Dębowé Góry, která měla práva obce. V letech 1954 – 1972 byla samostatnou obcí (gromada), do které náležely vesnice Olszyna (dnes gmina Herby) a Niwy (dnes gmina Woźniki).
V letech 1973–1993 byla součástí gminy Herby. Po roce 1993 je opět samostatnou vesnickou obcí (gminou).

## Povrch
Gmina se rozkládá na Slezské vysočině v severozápadní části Slezského vojvodství v okrese Lubliniec. Gmina Boronów se nachází na Slezsko – Krakovské vysočině v makroregionu Woźnico-Wieluńké. Protéká jí řeka Liswarta, jejím největším přítokem v obci je řeka Leńca. Malá jihozápadní část obce patří do povodí řeky Mała Panew, do které odvádí vodu potok Leśnicy.
Podle statistických údajů z roku 2008 gmina Boronów byla rozloha 57,28 km2, podle údajů z roku 2016 má rozlohu 56,34 km2: z toho tvoří
- zemědělská půda 21 %
- lesy a lesní porost: 74 %

Obec zaujímá 7 % povrchu okresu Lubliniec.
Obec Boronów se nachází v chráněné krajinné oblasti Lasy nad Górną Liswartą (Lesy nad horní Liswartou). Nachází se zde Přírodní rezervace Rajchowa Góra.

## Počet obyvatel
Údaje jsou z roku 2004, 2008 a 2011
|                               | celkem | celkem | ženy  | ženy  | muži  | muži  |
| rok                           | osob   | %      | osob  | %     | osob  | %     |
| ----------------------------- | ------ | ------ | ----- | ----- | ----- | ----- |
| 2004                          | 3275   | 100    | 1649  | 50,4  | 1626  | 49,6  |
| hustota počet obyvatel na km2 | 57,18  | 57,18  | 28,79 | 28,79 | 28,39 | 28,39 |
| 2007                          | 3316   | 100    | 1673  | 50,5  | 1643  | 49,5  |
| 2011                          | 3337   | 100    | 1670  | 50,0  | 1667  | 50,0  |
| 2013                          | 3342   | 100    | 1682  | 50,3  | 1660  | 49,7  |
| 2015                          | 3341   | 100    | 1689  | 50,6  | 1652  | 49,4  |

## Součásti obce
- Boronów – sídlo úřadu obce.
- Starostenské obce: Zumpy, Dębowa Góra, Grojec a Hucisko.
- Skupiny domů (osady): Doły i Sitki.
- Myslivny: Cielec a Szklana Huta.

## Sousední gminy
- okres Lubliniec

Koszęcin, Herby, Woźniki
- okres Częstochova

Starcza, Konopiska

## Partnerské obce
- Gmina Międzyzdroje (Polsko)
- Obec Lomma (Švédsko)

## Transport
Územím gminy Boronów vede železnice číslo 131 Chórzow Batory – Tczew tzv. uhelná magistrála.
V Boronówě se křižují dvě vojvodské silnice: 905 Herby – Boronów – Piasek a 907 Wygoda – Koszęcin – Kieleczka – Wielowieś – Toszek – Niewiesze.
Do závodu Naftobazy (Zakład Magazynowania Paliw nr 3), skladu paliva, vede od roku 1992 ropovod Płock – Koluszki – Boronów, dlouhý 153 km s přepravou milion tun ropy za rok. Sklad ropy spojuje s ropovodem Družba.